# Michał Marek (futsalista)
Michał Marek (ur. 4 lipca 1993) – polski futsalista, zawodnik z pola, reprezentant Polski. Obecnie jest zawodnikiem występującego w ekstraklasie Rekordu Bielsko-Biała. 
Jest wychowankiem Rekordu Bielsko-Biała. Od sezonu 2012/2013 występuje w futsalowej drużynie Rekordu. W swoim pierwszym sezonie zdobył Puchar Polski. Na początku sezonu 2013/2014 zdobył Superpuchar Polski, a potem zdobył Mistrzostwo Polski. 
W 2013 zadebiutował w reprezentacji Polski, wcześniej występował też w reprezentacji Polski U-21.